# Île Tiburón
L'île Tiburón est la plus grande des îles mexicaines et se situe dans le golfe de Californie, au large des côtes de l'État de Sonora.

## Géographie

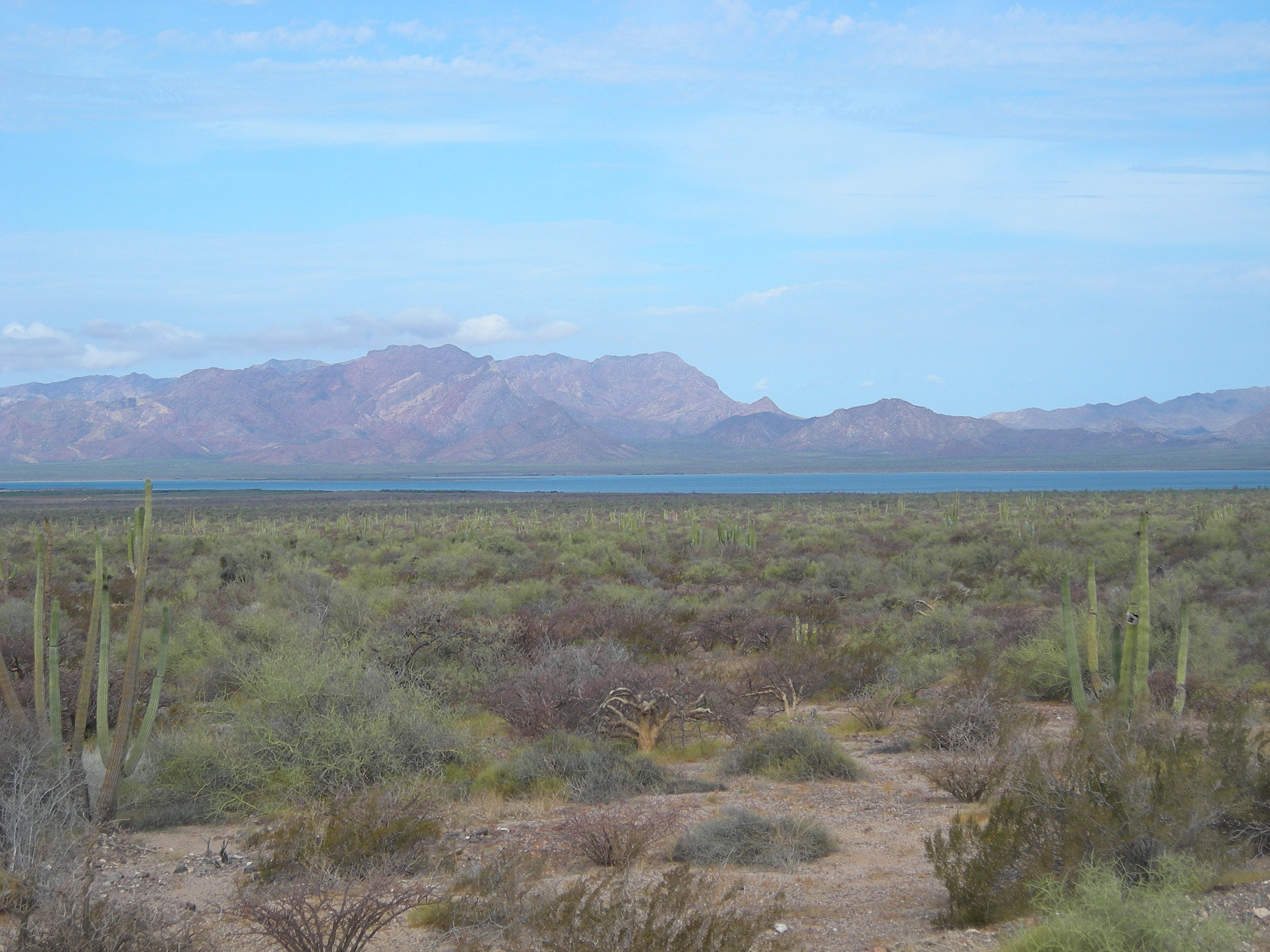
Vue de Tiburón depuis le continent.

L'île se situe à l'entrée sud de la partie septentrionale du golfe de Californie, à environ 350 km de l'embouchure du Colorado, située à l'extrémité nord du golfe. Elle est séparée du continent par le canal de l'Infiernillo large de 3 à 10 km. L'île fait environ 53 km de longueur et 33 km de largeur maximales pour 1200,93 km2 de superficie totale soit la plus grande île du Mexique.
L'île Tiburón qui est extrêmement aride est inhabitée de manière permanente à part quelques installations militaires et a été déclarée réserve naturelle par le président Adolfo López Mateos en 1963.

## Histoire
Tiburón signifie requin en espagnol. L'île a été habitée pendant des millénaires par les amérindiens Seri qui gèrent toujours l'île à la suite d'un décret gouvernemental de 1975.